# Papió de Kinda
El papió de Kinda (Papio kindae) és una espècie de primat de la família dels micos del Vell Món (Cercopithecidae). Viu al nord d'Angola, el sud de la República Democràtica del Congo, el sud-oest de Tanzània i l'oest de Zàmbia. Es tracta d'un animal omnívor que viu en zones de miombo amb herbassars inundables i fragments de boscos perennifolis. És una espècie en risc mínim, és a dir, no sembla que hi hagi cap amenaça significativa per a la seva supervivència. Fins a principis del segle xxi fou classificat com a subespècie del papió comú (P. cynocephalus).